# Neolitsea howii
Neolitsea howii är en lagerväxtart som beskrevs av C.K. Allen. Neolitsea howii ingår i släktet Neolitsea och familjen lagerväxter. Inga underarter finns listade i Catalogue of Life.